# Chalumeau

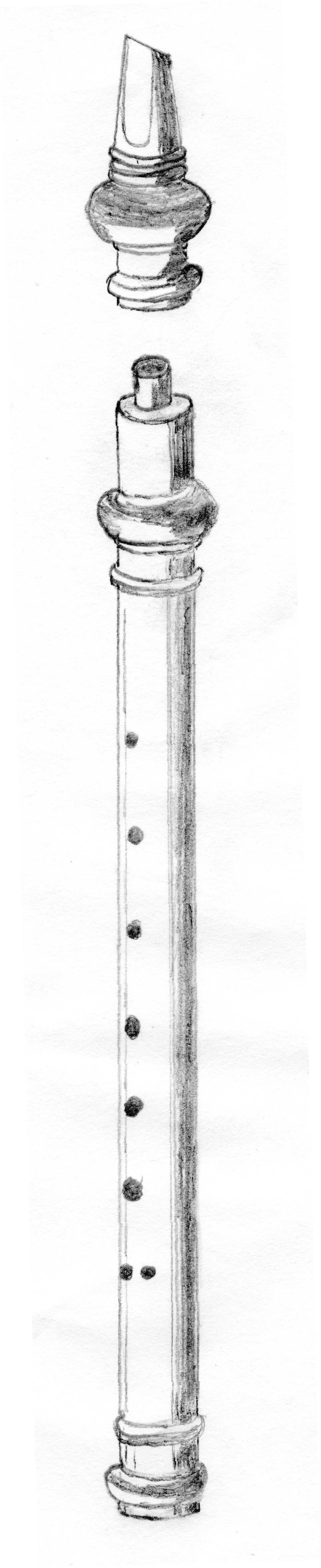
Chalumeau bez klapek podle Encyclopédie Diederot & Alembert (1767), vyobrazen bez plátku

Chalumeau (čti šalymó) je dřevěný hudební nástroj. Na rozdíl od etymologicky podobné šalmaje má chalumeau jen jeden plátek a je přímým předchůdcem klarinetu (šalmaj má plátky dva a je předchůdcem hoboje). Nástroj má podobnou stavbu jako zobcová flétna, jen hubička je podobná klarinetové. Na rozdíl od klarinetu nemůže chalumeau přefukovat do vyšších rejstříků, proto byl v průběhu 18. století klarinetem zcela vytlačen.

## Historie
Chalumeau se vyskytuje v evropské hudbě od konce sedmnáctého století až do sedmdesátých let století osmnáctého. Termín původně označoval jednoduchou píšťalu dud, později se termín začal aplikovat pro označení jednoplátkového dechového nástroje s cylindrickým vrtáním.
Přestože se nám o tomto nástroji nezachovaly žádné památky, přibližně do roku 1700 víme, že kořeny nástroje sahají hluboko do starověku. Pozoruhodná je absence jednoplátkových nástrojů v instrumentáři středověké a renesanční hudby. Jasně určit původ evropského chalumeau proto není jednoduché.
První zmínky o nástroji pocházejí z lexikonu Praecepta der musicalischen Composition z 1708 od J. G. Walthera, který byl následován J. Matthesonem (1713) a dále J. G. Doppelmayrem, který v biografii o J. Ch. Dennerovi píše, že jím bylo chalumeau zdokonaleno a že později vynalezl klarinet. Další autoři tuto informaci nekriticky akceptovali, což vedlo k mnohým nedorozuměním a mýtům až do dnešní doby. Další doboví autoři píšící o chalumeau byli F. B. C. Majer, J. T. Eisel, D. Diderot a J. d'Alembert, L. N. Berg, C. F. D. Schubart, J. Verschuere-Reynvaan atd.
Jeden z nejranějších důkazů existence chalumeau je zápis norimberské rady z roku 1710. Tento dokument dokládá ranou koexistenci klarinetu a chalumeau.
V evropských muzeích se vyskytuje několik exemplářů, díky kterým známe rozsah, druhy, ladění a stavbu chalumeau, od nástrojařů jako Denner, Liebav, Stuehnwal, Klening a Müller.

## Skladby pro chalumeau
Nejstarší hudební literatura pro chalumeau je sbírka The Fourth Compleat Book for the Mock Trumpet [...] Together with Variety of New Trumpet Tunes Aires Marches & Minuets [...] z roku 1698. Výsostné pozice se chalumeau dočkal především ve Vídni v první polovině 18. století, kde byl předepisován skladateli, jako byli např. Johann Joseph Fux, Attilio Ariosti, Antonio Caldara, bratři Bononciniové atd. V partech psaných pro tento nástroj bylo plně využíváno jeho specifického zvuku, zvláště v pastorálním a milostném kontextu. Jedním z nejplodnějších skladatelů pro chalumeau byl patrně G. P. Telemann, který nástroje používal konzistentně v páru (alt – tenor). V serenádě z roku 1728 prvně použil také klarinetu společně s chalumeau. Party obou nástrojů jsou vedeny diferenciovaně. Chalumeau byl u Telemanna (a nejen u něj) používán pro zvláště vypjaté, dramatické momenty. Christoph Graupner použil chalumeau ve svých 80 kantátách a v dalších 18 instrumentálních skladbách. Skladatel využíval nástroj všech velikostí. Z ostatních skladatelů, kteří nástroji věnovali jedno či více děl, lze uvést Vivaldiho, J. F. Fasche, Hasse, Keisera, Königa, Zelenku, Hoffmeistera, Gassmanna, Pichla, Dittersdorfa a Glucka.
O užívání chalumeau i na našem území existuje několik důkazů. Nejznámější užití tohoto nástroje je v opeře L'origine di Jaromeritz in Moravia F. A. Míči, jehož instrument je sopránové chalumeau, nikoli šalmaj, jak se mylně domníval Vladimír Helfert.
Nástroj mizí v sedmdesátých letech 18. st. ve prospěch klarinetu, který byl zdokonalen. Termín „chalumeau“ se od té doby používá v mnohých jazycích pro označení spodního rejstříku klarinetu. V češtině je bohužel zažito nesprávné spojení „šalmajový rejstřík“. Tento klarinetový rejstřík měl v zvláštní oblibě W. A. Mozart, který jej zrovnoprávnil s rejstříky ostatními.